# Miko Fogarty
Miko Fogarty (Londres, 23 de maig del 1997) és una ballarina anglesa.

## Biografia
Miko Fogarty va néixer a Londres, però es va traslladar als Estats Units quan només tenia 2 anys. Tot i la seva múltiple nacionalitat, suïssa, britànica i japonesa, viu a Califòrnia. Va començar a formar-se en dansa al Conservatori de Ballet d'Indiana als Estats Units i a l'Escola de Ballet Jinushi, al Japó. La seva mare, Satako, de nacionalitat japonesa, ha tingut un paper crucial en la seva formació i èxit.
Fogarty es va donar a conèixer l'any 2011, quan només tenia 12 anys, gràcies a la seva participació destacada en el Youth America Grand Prix, la competició més important per a joves ballarins. Aquesta experiència va ser documentada en el film "First Position", dirigit per Bess Kargman, que va seguir la vida de sis joves ballarins preparant-se per aquesta competició. El documental "First Position" va ser un punt d'inflexió en la carrera de Miko Fogarty. El film mostrava la intensa preparació de sis joves ballarins, incloent-hi Miko, Michaela DePrince, Aran Bell, Jules Fogarty (el seu germà), Joan Sebastian Zamora i Rebecca Houseknecht, per a la competició del Youth America Grand Prix a Nova York. La pel·lícula revelava la duresa dels entrenaments, les dietes estrictes i les pressions acadèmiques que Miko va afrontar per tal de dedicar més temps a la dansa.
Després del seu èxit inicial, Miko Fogarty ha guanyat diversos premis, incloent-hi la medalla d'or al Ballet de la Competència Internacional de Moscou l'any 2013. L'any 2015, es va unir al cos de ball del Blirmingham Royal Ballet d'Anglaterra. A 17 anys va tenir una lesió i va decidir dedicar-se a la ciència i començar a estudiar medicina podològica.